# Danse 4 temps
La danse 4 temps est une famille de danses de société, comprenant entre autres le rock à 4 temps, le rock moderne et le rock versaillais.

## Histoire
La danse 4 temps dérive des danses swing apparues aux États-Unis dans l'entre-deux-guerres et largement diffusées par l'armée américaine. Il convient cependant de rester prudent en cherchant à retracer son histoire car l'origine des danses de couple fait souvent l'objet de « généalogies imaginaires ». Par ailleurs, les danses swing ont souvent été développées par les communautés dansantes elles-mêmes et non pas par le biais de la scène, ce qui rend difficile de connaître leur origine exacte.
En 1956, le professeur de danse Jacques Bense produit une théorie du rock'n'roll en tant que danse, à travers un manuel dont il publiera une seconde version en 1989. Dans ses écrits, Jacques Bense s'attribue la création d'une danse alors appelée rock'n'roll, ou simplement rock, et destinée à être dansée sur le genre musical du même nom. Cette danse possède un pas de base sur quatre temps. D'après Jacques Bense, cette première version du rock 4 temps a d'abord connu un grand succès à la fin des années 1950 avant d'être progressivement supplantée par le rock à 6 temps. Jacques Bense attribue alors le succès du rock à 6 temps à sa plus grande simplicité.
Il n'existe que peu d'informations sur l'évolution du rock à 4 temps dans les décennies qui suivent les années 1950. On retrouve l'appellation « rock à 4 temps » dans des soirées mondaines ou des rallyes ainsi que dans les milieux étudiants, mais cette danse ne possède alors plus de pas de base sans que l'on sache exactement comment cette pratique s'est perdue. Cette version du 4 temps, parfois appelée « rock versaillais » ou « rock rallye », est une danse sociale transmise de façon souvent informelle de danseur à danseur au cours des soirées.
D'un point de vue sportif, jusqu'à une date récente, seul le rock à 6 temps était reconnu par la Fédération française de danse. Ce n'est qu'en 2017 que cette Fédération reconnaît la danse à 4 temps dans la catégorie « Rock et danses associées ». Cette reconnaissance est alors portée par l'Académie de danse 4 temps, une structure associative ayant pour but de promouvoir et de développer la danse à 4 temps sous toutes ses formes. La décision de changer l'appellation de danse de « rock 4 temps » pour « danse 4 temps » est motivée à la fois par une volonté d'éviter toute confusion avec le rock à 6 temps et par le fait que la danse à 4 temps se pratique aujourd'hui sur tous types de musiques ayant une mesure de quatre temps et non plus seulement sur le rock'n'roll comme cela était le cas dans les années 1950.

## Pratiques actuelles
La danse 4 temps est pratiquée par un public majoritairement étudiant. En effet, cette danse est principalement enseignée dans des grandes écoles et universités, ainsi que dans les rallyes mondains. Par ailleurs, des écoles de danses proposant un enseignement de danse 4 temps se sont implantées dans toute la France. La pratique de la danse 4 temps s'articule autour des soirées, forme moderne des bals : la plupart des clubs et écoles organisent régulièrement des événements dansants. Ces soirées peuvent être dédiées uniquement à la pratique de la danse 4 temps, ou être couplées à d'autres danses. Elles sont précédées ou non de cours et d'initiations. La pratique sociale de cette danse est peu codifiée : l'invitation est libre, à l'initiative des cavalières et des cavaliers, et il est possible de refuser une invitation. Le remerciement réciproque à la fin de la danse tend à se généraliser.
L'aspect sportif de la discipline tend à se développer avec le nombre grandissant de compétitions. Ces événements sont organisés par des écoles de danse ou des structures indépendantes,,. Les formats des compétitions sont les classiques des compétitions de danse de couple : le Jack'n'Jill, le concours en couple et la chorégraphie. Les résultats des compétitions ne participent pas, à l'heure actuelle, à la classification technique des pratiquants, à la différence des compétitions des danses latines et standards. Dans certaines compétitions de danse 4 temps, le rôle des pratiquants et leur genre sont distincts : on peut ainsi voir des couples de même sexe ou des personnes concourants dans les deux rôles. En l'absence de codification des compétitions, chaque structure organisatrice est libre de fixer son règlement et de désigner ses juges.

## Les danses à 4 temps
La danse 4 temps est un regroupement de pratiques se reconnaissant une origine commune. Ces variantes, quoique très différentes techniquement, se considèrent souvent comme « le » rock 4 temps ; il y a donc une absence de nomenclature consensuelle pour identifier les pratiques.
Au moins cinq tendances peuvent être identifiées :
- Le rock 4 temps « rallye » / « étudiant » / « versaillais » : cette variante est caractérisée par des mouvements de bras ajoutés à la connexion afin de marquer le rythme des musiques. Elle est portée par les milieux rallyes et certaines grandes écoles.
- Le rock 4 temps, variante majoritaire dans le Nord-Ouest de la France : cette variante est proche du rock à 6 temps car elle conserve un pas de base avec un pas arrière (back step) sur le 1. Elle est pratiquée partout en France, notamment à Angers, Caen, Rennes et Paris, principalement en école de danse. Cette variante est parfois considérée comme un moyen de se familiariser avec le rock à 6 temps.
- Le « rock moderne » / rock « lillois » : cette variante introduit un ancrage original et est principalement dansée dans le Nord, dans les grandes écoles et en école de danse.
- Le rock 4 temps « étudiant » / « parisien » : fortement influencée par les autres variantes, cette variante peut se définir par ce que les autres ne sont pas : absence d'ancrage par pas arrière, absence de mouvements de bras pour marquer la musique et absence d'ancrage lillois. Elle est principalement dansée dans les grandes écoles et écoles de danse de région parisienne.
- La danse 4 temps, variante décrite par l'Académie de danse 4 temps

Ces variantes sont compatibles entre elles. Un danseur lillois peut marquer le rythme avec ses bras comme un danseur de rallye. Une cavalière pourra être amenée à pratiquer plusieurs variantes lors d'une rencontre dansante.
L'appartenance du Ceroc (en) / Modern Jive aux danses à 4 temps est discutée. 

## La danse 4 temps, variante décrite par l'Académie de danse 4 temps
Cette variante est née d'une volonté de doter la danse 4 temps d'une technique clairement codifiée. Élaborée par l'Académie de danse 4 temps, elle définit une posture, une connexion, un certain rapport au sol et à la musique. Sa technique a été conçue à partir de la version « parisienne / étudiante » du rock 4 temps tout en restant compatible avec les autres pratiques.

### Technique de danse
Ce qui caractérise le mieux cette variante est l’absence d’un pas de base et le type de connexion utilisé par les danseurs. C’est une danse lead and follow stationnaire, où les danseurs évoluent principalement autour d’un point fixe dans l’espace. La cavalière se déplace majoritairement sur une ligne qui peut changer de direction au cours de la danse selon le guidage du cavalier (on parle de ligne de déplacements).

#### Le rythme
Les danseurs posent leurs pieds sur les temps de la musique ; le rythme est marqué systématiquement avec des pas qui incluent un transfert de poids (marche), ou des mouvements de jambe sans transfert de poids (tape, ou touch). Il est possible d’accélérer l’alternance des pas (on danse alors sur les temps et les demi-temps), notamment lors des tours, ou de ralentir (en ne marquant qu’un temps sur deux). Ces déviations du rythme de base sont majoritairement guidées par le cavalier.

#### La connexion
La connexion est élastique, les danseurs alternent entre des extensions (lorsque leurs centres de gravité s’éloignent) et des compressions (lorsque leurs centres de gravité se rapprochent). Le contact s’établit majoritairement entre les mains des danseurs (qui peuvent se tenir à une main ou à deux mains). La transmission des informations entre les partenaires s’effectue grâce au maintien d’un cadre de danse : l’engagement des muscles dorsaux, des épaules et du torse, qui permet de garder le bras activement connecté au torse et de transmettre les informations des mains au reste du corps le plus rapidement possible. Lorsque les danseurs reviennent en position d’extension à la fin d’une figure, ils effectuent un ancrage : les danseurs se stabilisent en transférant leur centre de gravité légèrement derrière leur pied d’appui, sans déporter leur poids sur le talon.
Certaines figures s’effectuent en position fermée, lorsque le contact s’établit entre l’avant-bras du cavalier et le dos de la cavalière. Il est également possible d’utiliser le contact avec d’autres parties osseuses du corps (les coudes, les hanches, les épaules, etc.).

#### La posture
Cette variante utilise une posture de danse neutre : les danseurs se tiennent droits, les épaules sont reculées et baissées, la cage thoracique ouverte, la ceinture abdominale engagée, le bassin est maintenu en alignement neutre (ni en antéversion, ni en rétroversion), le poids du corps placé majoritairement sur l’avant du pied. Le maintien d’une bonne posture est étroitement lié à la qualité de connexion entre les danseurs.

#### Le style
Les mouvements qui ne participent pas à la réalisation des figures et qui ont un but esthétique sont appelés « stylings ». Les mouvements de bras, les jeux de jambes, les isolations corporelles (déhanchés, vagues) peuvent être utilisés, notamment pour marquer différents éléments musicaux.